# Udo Wolff

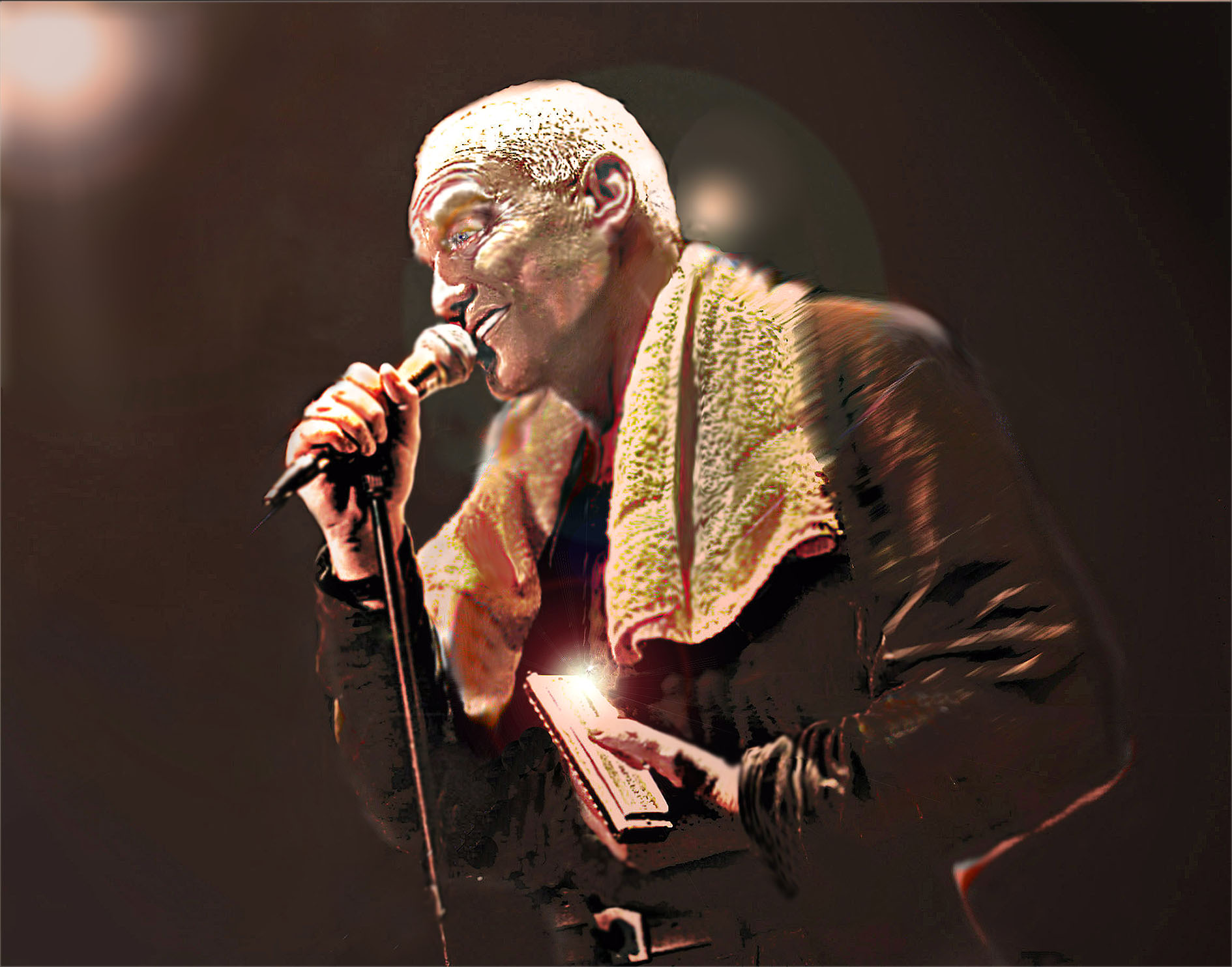
Udo Wolff

Udo Wolff (* 1947 in Hildesheim) ist ein deutscher Sänger, Mundharmonikaspieler, Texter, Komponist und  Produzent. Er ist zudem der Gründer  Deutschlands ältester Bluesband Das dritte Ohr.

## Beruf
Udo Wolff ist gelernter Bild- und Textredakteur. Über die Sonderbegabtenprüfung studierte er später Kunst und Technik. Seit 1973 ist er Berufsmusiker und spielte bei mehr als 3500 Konzerten in Europa, den USA und Mittelamerika. Das Magazin „stern“ bezeichnete ihn einmal als „Deutschlands Blues-Institution“.
Udo Wolff arbeitet auch als Gelegenheitsautor in Bluespublikationen. So verfasste er unter anderem das  Vorwort zur Autobiografie von B. B. King. Sporadisch ist er auch als Sprecher für Platten- und Filmproduktionen tätig. Beispielsweise in der Rolle des Erzählers auf der Hörspielproduktion „Die Prinzessin mit dem Glied“ von Die angefahrenen Schulkinder (2003).

## Privat
Im Privatleben malt, zeichnet und fotografiert der Künstler und stellt keramische Skulpturen her. Außerdem ist er Sammler antiker Bauern- und Nomadenteppiche.